# Reconcentración
La reconcentración fue un método y una política utilizada por el general Valeriano Weyler adoptada a partir del 16 de febrero de 1896 para aniquilar militarmente el levantamiento independentista cubano de 1895.
Consistía en aglomerar de manera forzosa a los campesinos en campos de concentración, con el fin de aislar a los insurrectos de su medio natural evitando que pudieran recibir ayudas. La medida creó una situación compleja al no poder suministrar alimentos a estas poblaciones con graves condiciones de insalubridad que experimentaron hambrunas y epidemias, tanto en los soldados españoles como en la población civil, volviéndola altamente impopular. La medida vio su fin en noviembre del año siguiente con la sustitución de Weyler por el general Ramón Blanco y Erenas quién llegó con la concesión de la autonomía para intentar restaurar el daño ocasionado. El historiador John Lawrence Tone caracteriza la política de reconcentración como genocida.

## Cuba

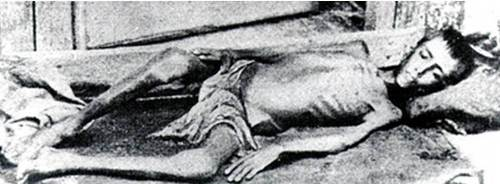
Fotografía de un niño, víctima de la desnutrición y el hacinamiento, durante la Reconcentración de Weyler en Cuba.

Los mambises le habían ganado la partida a Martínez Campos. Al comprobar cómo el éxito de los rebeldes dependía del apoyo que estaban recibiendo tanto de los pueblos próximos como de los filibusteros estadounidenses que desembarcaban armas, organiza la reconcentración, de población civil del campo en los poblados, sin la cual era imposible su control, organizando zonas de cultivo en todas las zonas con destacamentos destinados a dar alimentación a los concentrados.:

"...del millón seiscientos mil habitantes que aproximadamente había en Cuba cuando empezó esta guerra, unos doscientos mil eran españoles, quinientos mil negros o mulatos, unos ochocientos mil blancos cubanos o criollos y un número no determinado de chinos, jamaicanos, haitianos y otros. Los españoles, con alguna notable excepción en especial dentro del clero, se mantenían fieles a España y en contra de la revolución de los cubanos. Los negros, salvo conductas puntuales, estaban entusiásticamente unidos para apoyar a los rebeldes bajo promesa de abolición de la esclavitud, y porque intuían que al final triunfaría la rebelión contra España...Esperaban que bajo el nuevo régimen tendrían condiciones muy similares a las de la vecina república de Haití... soñaban con una Cuba libre ..."
Philips Foner

Cánovas del Castillo sobre esta guerra afirma que se hará hasta el último hombre y hasta la última peseta, sustituye a Martínez Campos y nombra a Weyler como Capitán General. Gracias a esto la guerra da un vuelco.
Esta medida despertó contra Weyler odio y sobre todo intranquilidad para los insurrectos, que tenían dificultades para recibir informes, abastecimiento y ayuda. Aunque Weyler fue tachado de cruel y despiadado, esta táctica surtió efecto.

### La proclama
La proclama de Weyler decía textualmente:
- Todos los habitantes de las zonas rurales o de las áreas exteriores a la línea de ciudades fortificadas, serán concentrados dentro de las ciudades ocupadas por las tropas en el plazo de ocho días. Todo aquel que desobedezca esta orden o que sea encontrado fuera de las zonas prescritas, será considerado rebelde y juzgado como tal.
- Queda absolutamente prohibido, sin permiso de la autoridad militar del punto de partida, sacar productos alimenticios de las ciudades y trasladarlos a otras, por mar o por tierra. Los violadores de estas normas serán juzgados y condenados en calidad de colaboradores de los rebeldes.
- Se ordena a los propietarios de cabezas de ganado que las conduzcan a las ciudades o sus alrededores, donde pueden recibir la protección adecuada.

### La trocha
Como buen estratega se le ocurre dividir la isla a través de las trochas, murallas con puestos de vigilancia para aislar a los mambises.
Weyler reorganizó su ejército, dividiéndolo en cuerpos, divisiones, brigadas y medias brigadas, suprimiendo muchos destacamentos inútiles formados por indisciplinados "voluntarios" y engrosando con ellos a los batallones bajo mandos profesionales.
Complementó su esquema con la organización de fuerzas irregulares, táctica e información, una nueva división territorial militar así como el refuerzo de la trocha creada desde Morón y la creación de otra nueva con todos los adelantos militares, trocha Mariel-Majana, entre las provincias de La Habana y Pinar del Río, donde operaba el ejército mambí a las órdenes del líder Antonio Maceo.
No cabe duda de que esta medida despertó contra Weyler odio con una táctica que surtió un efecto negativo en el curso de la guerra. Las zonas confinadas de alojamiento de los reconcentrados no guardaban las condiciones higiénicas favorables, sin control del agua ni de la disposición de residuales líquidos y sólidos. No existían tampoco lavabos, ni camas, lo cual favorecía los casos de disentería y diversas infecciones gastrointestinales. La población infantil era la más afectada.

"...en los últimos pocos días se han sucedido a intervalos de segundos cuadros de desesperación presentados por las gentes que entra en las ciudades... La situación de esta gente va a ser siempre difícil desde todos los puntos de vista y más en este distrito militar a causa de una medida que obedece a una orden superior, que prohíbe plantar maíz y plantaína y que también atañerá al azúcar de caña que tiene una doble utilidad, las hojas como pienso para el ganado y el tronco para fabricar azúcar... limitación que si se tiene en cuenta que el más alejado fuerte está justo a las afueras de la ciudad y que el número de gente de campo confinada en ella es grande". Incluso la propia prensa cubana y pro-española avisaban que estas disposiciones eran demasiado imprecisas y difíciles de llevar a cabo con cierto orden, y que la tragedia de los campesinos se veía venir. Pero este aviso fue ignorado tanto por los funcionarios españoles como por las autoridades de las ciudades donde habrían de reconcentrarse estas masas. El resultado pronto se hizo evidente, por la falta de subsistencias, muy precaria desde antes de la llegada de estos contingentes humanos. Los más pudientes, llenos de humanidad unos, se dispusieron a auxiliar a los concentrados, pero hubo otros que los culpaban y por tanto eran merecederos de su propia suerte, ya que con la ayuda a los rebeldes habían prolongado el conflicto armado. La situación se complicaba a medida que avanzaba la guerra. Los sufrimientos y calamidades aumentaban en su irregular forma de vida en barracones, almacenes o refugios abandonados, durmiendo a veces en patios o resquicios de puertas y accesos, sin la más ligera protección contra los elementos, especialmente grave para ancianos, mujeres y niños, que morían continuamente. Observadores contemporáneos describen los terribles sufrimientos de estas gentes. En La Habana, en un punto de concentración.."
El País, periódico de Sancti Spíritus, 5 de abril de 1896.

### Cifras de agrupados y muertos

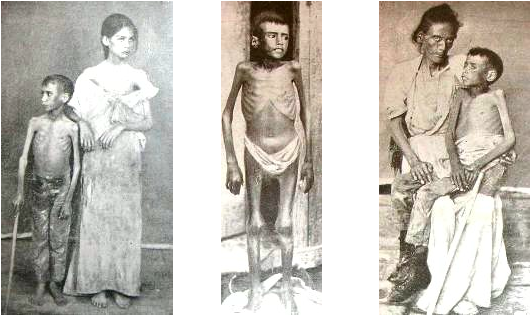
Víctimas de la Reconcentración de Weyler.

El estadounidense Stephen Bonsal, citado por el historiador cubano José Manuel Cabrera, aporta datos difícilmente cuantificables, por carecerse de fuentes fidedignas, estimando a finales de 1896 unos 400 000 cubanos no combatientes reconcentrados.
Carlos M. Trelles y Govín, historiador cubano, afirma que por estas causas murieron no menos de 300 000, incluyendo residentes habituales de las ciudades, antes de la medida, y que no fueron reconcentrados como tales, y los que murieron por incumplir la orden.

"...que aún antes de terminada la guerra cubana, entre los muertos caídos en el campo de batalla, por las enfermedades y la reconcentración decretada por Weyler, ascendían aproximadamente a la tercera parte de la población rural de Cuba..."
José Canalejas

Hasta hoy, los investigadores no se han puesto de acuerdo sobre el número de bajas civiles, que oscila entre 60 000 y 500 000. Los estudios más recientes parten de unas 170 000 víctimas civiles, un 10 por ciento de la población de la isla.

## Campos de concentración
Medidas como estas eran prácticas que se realizaban en conflictos contemporáneos similares: Horatio Kitchener en la Guerra de los Bóeres; el ejército de Estados Unidos en sus Guerras Indias y en la Guerra de Secesión, como hicieran los generales Sheridan y Hunter al devastar completamente el valle de Shenandoah o Sherman al arrasar Georgia y Carolina del Sur.

## Manipulación de la prensa estadounidense

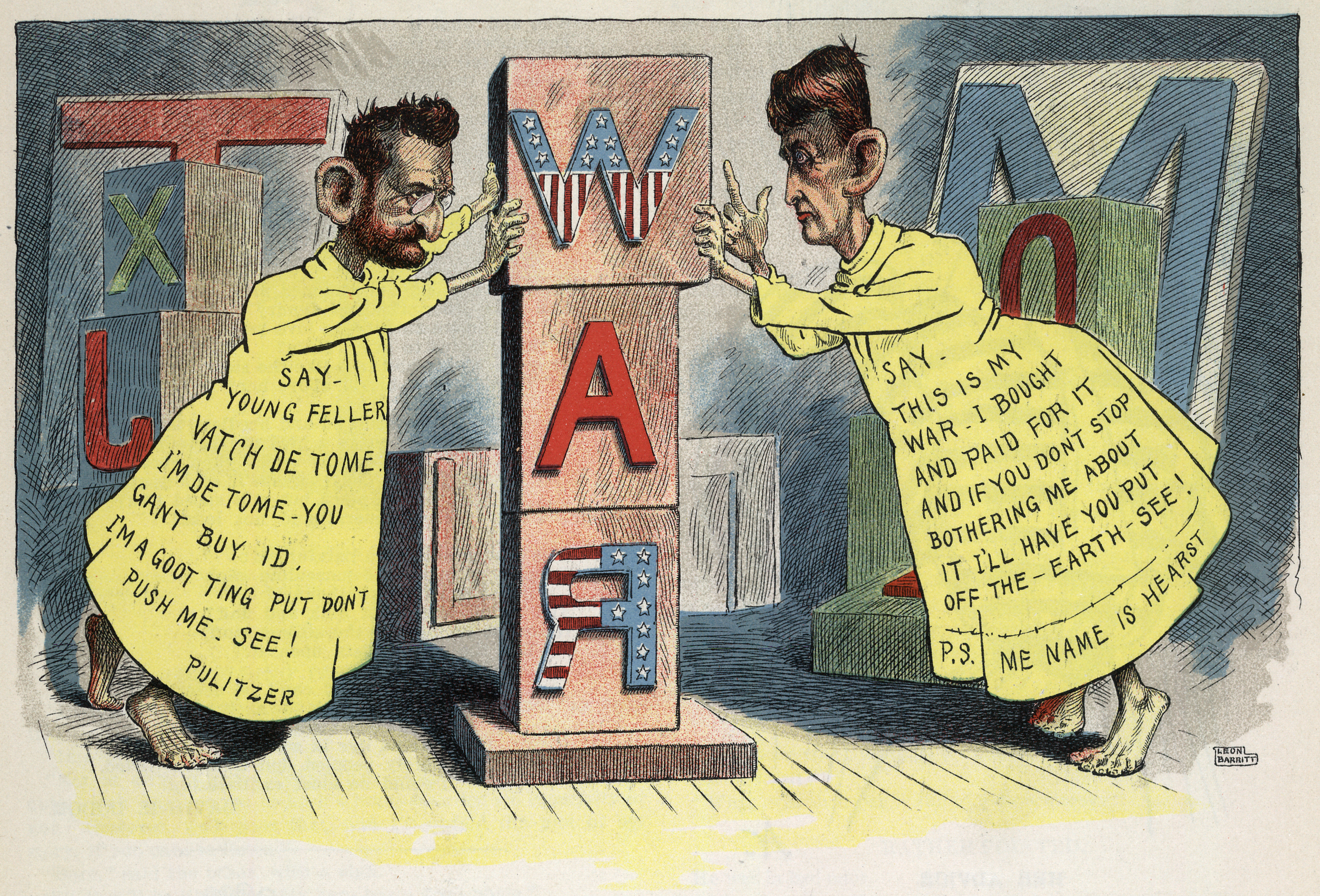
Caricaturas de Joseph Pulitzer y William Randolph Hearst vestidos como The Yellow Kid, satirizando su papel como tergiversadores de la opinión pública estadounidense para ir a la guerra contra España.

Hay que destacar que las medidas del General Weyler fueron en ocasiones excesivamente exageradas por la prensa de EE. UU. (Pulitzer,  Hearst), lo que granjeó la impopularidad internacional a España y facilitó el apoyo popular a la entrada de EE. UU. en  guerra.
Se esparcieron noticias totalmente falsas como que había miles de estadounidenses reconcentrados que necesitaban socorro. Weyler tomó la medida, lógica desde toda perspectiva militar, por la que obligó a los ciudadanos estadounidenses a inscribirse en un registro especial y de esta forma evitar que pudieran ser hechos prisioneros.
Desesperación, miseria, muerte y caos es el caldo de cultivo esperado y deseado por los periodistas estadounidenses quienes catapultaban sesgadas observaciones, produciendo el efecto que buscaban desde el inicio:

"...el tópico de la crueldad española en América desde la conquista cuatro siglos antes y que tan claramente tenía, a su manera, el mundo anglosajón en la versión propia de las obras del padre de Las Casas..."
The Word.

"...Entre 1896 y 1897 cayó sobre Weyler la primera campaña periodística de la historia; una obra maestra de William Hearst, el inventor de la prensa amarilla y de la calumnia rentable. Pese a haber alcanzado algunos éxitos militares, su política cerró el paso a la negociación y facilitó la intervención de EEUU..."
Tácticas extremas de guerra en Cuba.